# بابامیدان علیا (رستم)
بابامیدان علیا یک روستا در ایران است که در دهستان رستم یک واقع شده‌است. بابامیدان علیا ۶۱۴ نفر جمعیت دارد.